# معركة هوتونغ (1658)
كانت معركة هوتونغ نزاعًا عسكريًا وقع في 10 يونيو 1658 بين روسيا القيصرية وسلالة تشينغ ومملكة جوسون بالقرب من نهر سونغهوا. وانتهت المعركة بهزيمة الروس.

## المعركة
في 10 يونيو. أقام الروس تشكيلًا دفاعيًا على طول ضفة النهر، حيث تبادلوا إطلاق النار مع سفن سلالة تشينغ دون تأثير كبير. بمجرد اقتراب قوات الحلفاء، كسر القوزاق التشكيل وفروا إلى الشاطئ أو الاختباء في سفنهم. كما كانت القوات الكورية على وشك إشعال النار في السفن الروسية، ثم شن القوزاق هجومًا مضادًا، مما أسفر عن مقتل العديد من قوات الحلفاء. تمكن أربعون قوزاق من الصعود على متن سفينة مهجورة من طراز تشينغ والهروب، لكن تم تعقبهم وذبحهم في النهاية وتم تدمير السفن الروسية باستخدام سهام النار. 